# Lobsang Gyaltsen (41e Ganden tripa)
Lobsang Gyaltsen (1599/1600 - 1672) was een Tibetaans geestelijke. Hij was de eenenveertigste Ganden tripa van 1662 tot 1668 en daarmee de hoofdabt van het klooster Ganden en hoogste geestelijke van de gelugtraditie in het Tibetaans boeddhisme.

## Biografie
Lobsang Gyaltsen werd geboren in Tsetang. Over zijn jeugd is niets bekend. Hij studeerde na zijn inschrijving aan het Taktsang Rawato de traditionele filosofische teksten en Vinaya uit het sutra-gedeelte van het Gelug-curriculum. 
Aan het Gyuto-college studeerde hij tantra. Naast religieuze onderwerpen hield hij zich ook bezig met de bestudering van grammatica en poëzie. Na afronding van zijn studies werd hij een gekend geleerde en docent aan het Gyuto-college en het Shartse-college van het Gandenklooster, en werd bovendien aan beide opleidingen tot abt benoemd. 
In 1662 werd hij benoemd tot de 41e Ganden tripa. Trichen Lobsang Gyaltsen oefende dit ambt gedurende ongeveer zeven jaar uit, tot 1667 of 1668. Hij gaf onderricht in sutra en tantra volgens de Gelug-traditie en leidde belangrijke religieuze activiteiten zoals het jaarlijkse Monlam gebedsfestival in Lhasa. Volgens enkele bronnen zou hij vanaf 1658 gedurende zeven jaar Ganden tripa zijn geweest. Dit stemt echter niet overeen met de jaartallen van zijn voorganger en opvolger. 
Na zijn terugtreden vestigde Lobsang Gyaltsen zich in Maldro Rinchenling (Tsetang) als patroonlama. Hij overleed in 1672 op 73-jarige leeftijd.